# Abelmoschus manihot
Aibika
Espèce
Statut de conservation UICN

 NE  : Non évalué
L'Aibika, Abelmoschus manihot, est une espèce de plantes à fleurs de la famille des Malvaceae, originaire du sud de la Chine, du Népal et de l'Inde. 

## Synonyme
- Hibiscus manihot L.

## Caractéristiques
Plante herbacée annuelle ou pérenne, haute de 1 ou 2 mètres aux grandes fleurs jaune pâle, se caractérise par son caryotype qui comporte 68 chromosomes

## Utilisation
Les jeunes feuilles, les jeunes pousses et les boutons floraux, doux et mucilagineux, sont comestibles.
La plante est également cultivée pour ses qualités ornementales.
Ses racines sont utilisées au Japon pour la fabrication traditionnelle du papier : ajoutées à la pâte à papier, elles servent d'agent dispersant (voir la procédure de fabrication du papier avec Broussonetia papyrifera, le Mûrier à papier). Le bulbe réduit en poudre et additionné de salive permet aussi, depuis le XVIIe siècle, la fabrication d'un lubrifiant utilise dans toute l'Asie.